# Syntrichia cainii
Syntrichia cainii là một loài Rêu trong họ Pottiaceae. Loài này được (H.A. Crum & L.E. Anderson) R.H. Zander miêu tả khoa học đầu tiên năm 1993.